# Liste des Premiers ministres du Yukon
Le premier ministre du Yukon est le chef du gouvernement du territoire du Yukon, au Canada, depuis l'avènement du gouvernement responsable en 1978.

## Histoire
Antérieurement à 1978, le territoire ne disposait d'aucun parti politique ni d'un chef de gouvernement. Une législature jouait principalement un rôle de conseiller. Un commissaire, nommé par le gouvernement fédéral, était investi des pouvoirs d'administration.
De 1989 à 1992 et depuis mai 2000, le titre du chef du gouvernement du Yukon est premier ministre (en anglais : Premier).

### Liste des premiers ministres yukonnais
| Rang | Image | Nom                 | Parti                     | Mandat      | Durée du mandat            |
| ---- | ----- | ------------------- | ------------------------- | ----------- | -------------------------- |
| 1er  |       | Chris Pearson*      | Progressiste-conservateur | 1978 - 1985 | 6 ans et 4 mois            |
| 2e   |       | Willard Phelps*     | Progressiste-conservateur | 1985        | 71 jours                   |
| 3e   |       | Tony Penikett       | NPD                       | 1985 - 1992 | 7 ans, 5 mois et 9 jours   |
| 4e   |       | John Ostashek*      | Parti du Yukon**          | 1992 - 1996 | 3 ans, 11 mois et 12 jours |
| 5e   |       | Piers McDonald      | NPD                       | 1996 - 2000 | 3 ans, 6 mois et 17 jours  |
| 6e   |       | Pat Duncan          | Libéral                   | 2000 - 2002 | 2 ans, 5 mois et 29 jours  |
| 7e   |       | Dennis Fentie       | Parti du Yukon            | 2002 - 2011 | 8 ans, 7 mois et 11 jours  |
| 8e   |       | Darrell Pasloski    | Parti du Yukon            | 2011 - 2016 | 5 ans, 5 mois et 22 jours  |
| 9e   |       | Sandy Silver        | Libéral                   | 2016 - 2023 | 6 ans, 1 mois et 11 jours  |
| 10e  |       | Ranj Pillai         | Libéral                   | 2023 - 2025 | 2 ans, 5 mois et 13 jours  |
| 11e  |       | Mike Pemberton (en) | Libéral                   | depuis 2025 | 13 jours                   |

*Utilisait le titre de chef du gouvernement au lieu de Premier (premier ministre).

**En 1992, le Parti progressiste-conservateur du Yukon changea de nom pour devenir le Parti du Yukon.

### Records
|  | 1. Dennis Fentie \|\| 8,7 ans |
|  | 2. Tony Penikett \|\| 7,5 ans |
|  | 3. Chris Pearson \|\| 6,4 ans |
|  | 4. Sandy Silver \|\| 6,1 ans  |

| Premiers ministres ayant été le moins longtemps en fonction | Premiers ministres ayant été le moins longtemps en fonction | Premiers ministres ayant été le moins longtemps en fonction |
| ----------------------------------------------------------- | ----------------------------------------------------------- | ----------------------------------------------------------- |
|                                                             | Willard Phelps \|\| 71 jours                                |                                                             |

| Premiers ministres qui n'ont jamais remporté une élection générale | Premiers ministres qui n'ont jamais remporté une élection générale |
| ------------------------------------------------------------------ | ------------------------------------------------------------------ |
|                                                                    | Willard Phelps                                                     |

### Anciens premiers ministres encore vivants
Depuis juin 2025, sept anciens premiers ministres yukonnais sont toujours en vie, le plus âgé étant Willard Phelps (né en 1941). Le dernier premier ministre à mourir est Dennis Fentie (2002-2011) le 30 août 2019. 
| Nom              | Mandat    | Date de naissance |
| ---------------- | --------- | ----------------- |
| Willard Phelps   | 1985      | 23 octobre 1941   |
| Tony Penikett    | 1985–1992 | 14 novembre 1945  |
| Piers McDonald   | 1996–2000 | 4 août 1955       |
| Pat Duncan       | 2000–2002 | 8 avril 1960      |
| Darrell Pasloski | 2011–2016 | 2 décembre 1960   |
| Sandy Silver     | 2016-2023 | 15 octobre 1969   |
| Ranj Pillai      | 2023-2025 | janvier 1974      |